# Weichtal

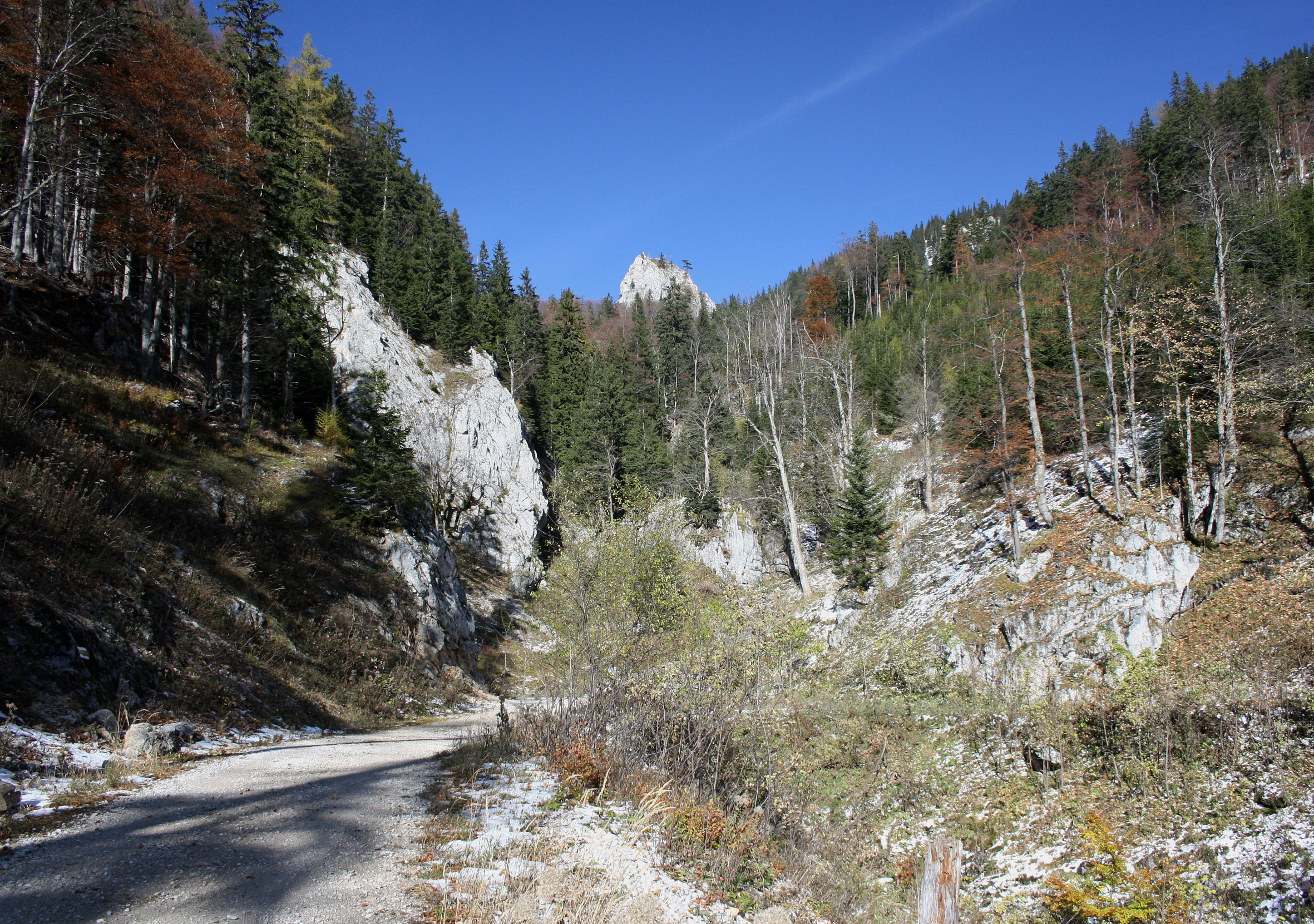
Der Talschluss; im Hintergrund der Turmstein

Das Weichtal in Niederösterreich ist ein etwa drei Kilometer langes Seitental des Höllentals an der Südostseite des Schneebergmassivs nächst dem Weichtalhaus, in unmittelbarer Nähe zum Großen Höllental. Der Großteil des Talbodens ist schluchtartig ausgeprägt und daher wird dieser Teil des Tals auch als Weichtalklamm bezeichnet.

## Beschreibung
Das Tal verläuft anfangs streng in Nordsüdrichtung und nach etwa einem Drittel schwenkt es leicht Richtung Osten. Im Westen wird es durch den Schwarzkogel (913 m) und den Krenkenkogel (1183 m) begrenzt; im Osten durch die Schönleitenschneid (1627 m) und den Lärchkogelgrat, wobei zwischen diesen beiden ein kleines Seitental ausgebildet ist. Der Talanfang ist linksseitig der Schwarza beim Weichtalhaus (547 m ü. A.). Der Talschluss befindet sich etwa hundert Meter unterhalb des Turmsteins beziehungsweise der Kienthalerhütte (1380 m).

### Weichtalklamm-Steig

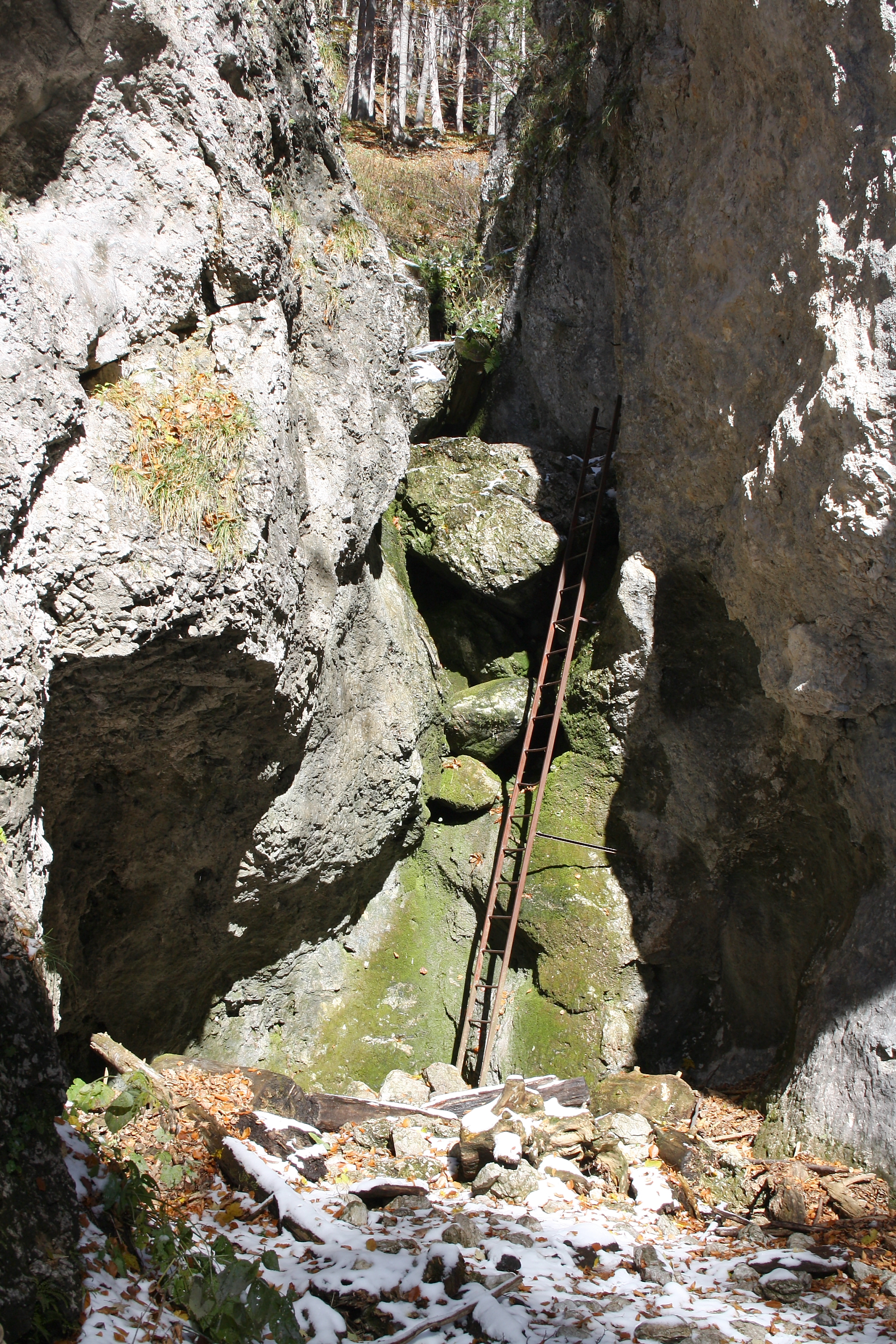
Eines der „Hindernisse“ in der Weichtalklamm

Der Weichtalklamm-Steig ist ein einfacher Klettersteig der Schwierigkeitsstufe A/B. Einzelne Abschnitte sind durch Leitern, Ketten und kurze Stahlseile versichert und erfordern daher Trittsicherheit, dazwischen führt der Weg auch durch Gehgelände.
Der Einstieg ist unmittelbar beim Weichtalhaus. Der Ausstieg erfolgt bei einer Forststraße auf einer Höhe von etwa 1180 Metern. Von hier kann man über den Ferdinand-Mayr-Weg, der westseitig des Tals verläuft, zum Ausgangspunkt absteigen, oder über einen felsigen Waldweg zur Kienthalerhütte aufsteigen. Gleich oberhalb der Forststraße am Weg zur Kienthalerhütte sind zwei Gedenktafeln an Verstorbene angebracht und ein paar Meter weiter befindet sich die Jakobsquelle mit einem kleinen Wassertrog.